# Magrib

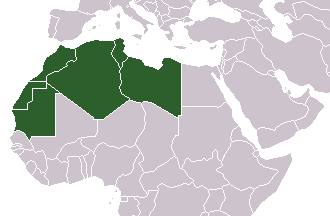
Estats de la regió del Magrib. D'oest a est: Mauritània, Sàhara occidental, el Marroc, Algèria, Líbia i Tunísia

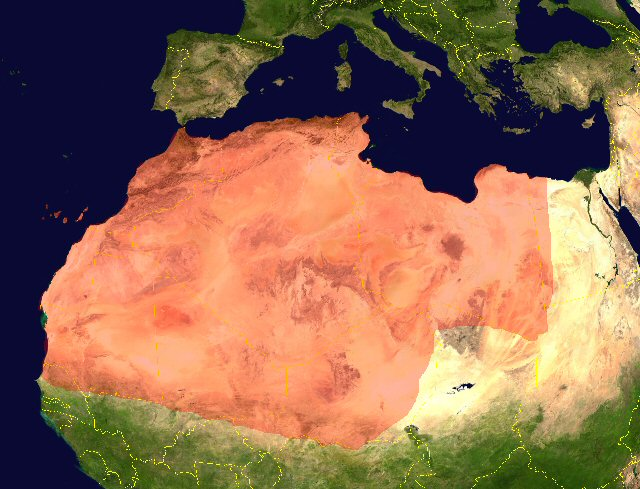
Mapa de la Tamazgha.

El Magrib o Magreb (àrab: المغرب, al-Maḡrib o المغرب العربي, al-Maḡrib al-ʿArabī, literalment ‘l'Oest (Àrab)’ o ‘l'Occident (Àrab)’), també anomenat Àfrica del Nord o Tamazgha, és la part de l'Àfrica del Nord que inclou el Marroc, Algèria, Tunísia, el Sàhara Occidental, Líbia i Mauritània (és a dir, en queda exclosa la vall del Nil). En l'ús més habitual —i sobretot en l'ús que se'n fa en francès—, aquest terme sovint es veu restringit als tres primers estats. La part oposada, més enllà de la vall del Nil, es denomina Màixriq o Llevant.
Tamazgha o Tamazɣa (en amazic en alfabet tifinagh: ⵜⴰⵎⴰⵣⵖⴰ; en amazic en alfabet àrab: تامازغا) és un neologisme que fa referència al territori en el qual han habitat i s'han desenvolupat les distintes cultures amazigues. Comprèn una àmplia franja de territori africà que s'estén des de les Illes Canàries fins a l'oasi de Siwa, actualment a Egipte, i des del mar Mediterrani fins al Sahel. Tamazgha en llengua amaziga es pot traduir literalment com ‘país dels amazics’. Esta denominació és utilitzada pel moviment amazic en contraposició al terme Magrib, arabocentrista, aplicable aproximadament a la mateixa regió.
Tots aquests estats tenen importants característiques comunes, com el mar, les serralades muntanyoses, el desert, i una arrel ètnica comuna, l'amaziga. Posteriorment, s'hi van assentar els àrabs i van prendre una religió majoritària també comuna, l'islam.
Al-Màghrib és també el nom àrab del Marroc, estat que en altre temps s'anomenava al-Màghrib al-Aqsà, això és, ‘el Magrib Extrem’ o ‘l'Occident Extrem’. És per això que, en àrab, s'utilitzen actualment diferents expressions per a distingir el Marroc del Magrib, que han passat a altres llengües. La més habitual és Gran Magrib, que també s'utilitza per a distingir el Magrib reduït o històric (Algèria, Marroc i Tunis) del que actualment es considera Magrib. També s'utilitza l'expressió Magrib àrab en el mateix sentit, tot i que el seu significat és confús, ja que dona a entendre que es contraposa a un Magrib no àrab: en realitat aquí cal entendre Magrib no com a nom propi sinó amb el seu significat literal en àrab; així, la traducció exacta de l'expressió seria ‘Ponent àrab’, és a dir, la part més occidental del món àrab.
Com a entitat política, existeix la Unió del Magrib Àrab (UMA), que agrupa tots els estats de la zona (el Sàhara Occidental com a part del Marroc). Aquests cinc estats es van unir després de múltiples intents el 17 de febrer de 1989. Per contraposició a Magrib, els moviments nacionalistes amazics utilitzen el terme Tamazgha.

## Història

### Territoris històrics del Magrib
Abans de la partició en estats, el Magrib es dividia en una sèrie de regions històriques, que són les següents (amb els noms medievals):
- Ifríqiya
- Djerid
- Souss-Massa
- Mzab
- Hodna
- Rif
- Marroc
- Tamesna
- Tripolitània

### Antiguitat

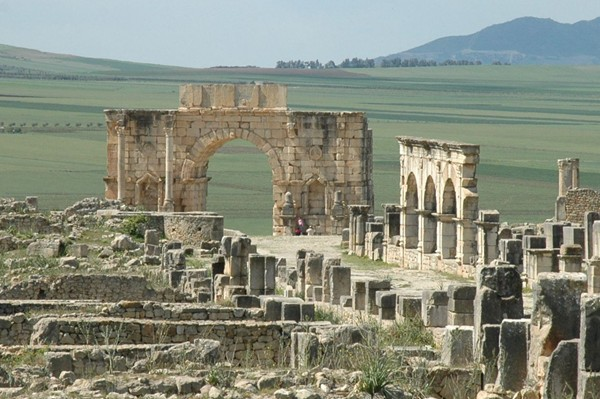
Ruïnes romanes de Volúbilis, ciutat de la Mauritània Tingitana

La regió del Magrib actual està poblada des de la prehistòria pels amazics, que han desenvolupat una cultura comuna. Són els primers habitants de la regió i són considerats com els ancestres dels moderns habitants del nord d'Àfrica; tenen l'amazic com a llengua.
Els fenicis hi funden colònies a partir del segle viii aC, la més pròspera de les quals era Cartago. Les guerres púniques enfronten cartaginesos i romans, que finalment prenen possessió del territori a partir del segle ii aC, i creen la província romana de Mauritània.
En el segle v, un poble germànic i cristià de l'actual Polònia, els vàndals, varen travessar l'estret de Gibraltar i envaïren el Magrib, que representen al voltant de 80.000 persones. S'hi fundà un regne que serà efímer, destruït en el segle vi com a conseqüència de la derrota vàndal davant els exèrcits del general Belisari, que restitueix l'Àfrica del Nord a l'Imperi Romà d'Orient.
Amb l'arribada dels àrabs, s'incrementa el contacte amb altres pobles africans i mediterranis, i comença la islamització de la regió, que continua vigent. El Magrib passa posteriorment a ser dominat per l'Imperi otomà i després per potències europees, especialment França i Espanya, dins la cursa del colonialisme.

### Imperis musulmans

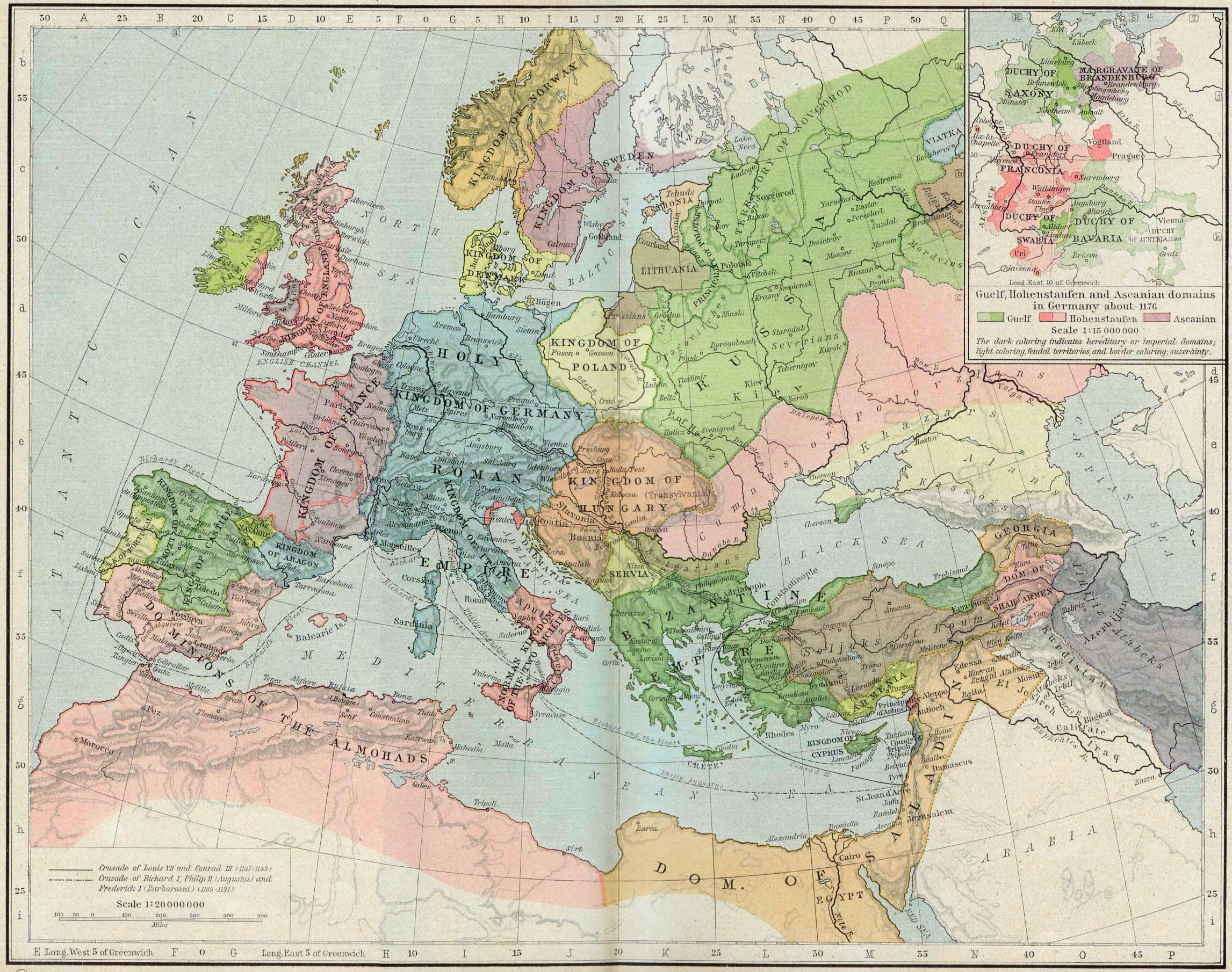
El Magrib en el moment de l'Imperi almohade (1190)

Des del segle vii, la conquesta àrab és fulgurant: porta a la inclusió del Magrib en el món arabomusulmà i persegueix els romans, que l'havien ocupat des de la caiguda de Cartago, des de feia més d'un mil·lenni. El 711, sota el comandament del general amazic Tariq ibn Ziyad, un magribí convertit a l'islam, les forces araboamazigues travessen l'estret de Gibraltar i ataquen la península Ibèrica, fins llavors dominada per visigots. Fou l'inici d'un sumptuós període en la història de la península, que es va mantenir durant diversos segles en una de les zones més riques i més desenvolupades d'Europa, en tots els àmbits: econòmic, científic, artístic i tecnològic.
Després d'un període d'unitat política en el marc dels aglàbides (segle ix), al voltant de la ciutat de Kairuan, diverses dinasties se succeïxen al Magrib: els fatimites i els Zírida (segle x). Després d'haver destronat els almoràvits en el segle xii, la dinastia almohade va aconseguir la unitat política dels països del Magrib: l'estat s'estenia des de l'oest de Líbia al Marroc i una gran part de la península Ibèrica.

### La colonització europea
El 1830, comença la colonització francesa del Magrib, amb la invasió d'Algèria, Tunísia, ambdós estats vassalls de l'Imperi otomà, i al final amb la conquesta del Marroc, el 1912.
Durant la Segona Guerra Mundial, els països del Magrib, utilitzats com un camp de batalla entre els aliats i les potències de l'Eix, són el teatre d'operacions de nombroses intervencions militars, com l'Operació Torxa. És des del Magrib, que servirà com a base estratègica per als Aliats, que la ciutat d'Alger serà proclamada capital provisional de la França Lliure, on l'exèrcit francès serà reestructurat i des d'on les tropes dels aliats desembarcaran a Itàlia el 1943 i, a l'agost del 1944, desembarcaran a Provença, on comença l'alliberament de l'estat francès de les tropes alemanyes. Centenars de milers d'africans del Nord van prendre part en aquestes operacions.
Després del 1945, les reivindicacions independentistes aboquen a la independència dels tres estats, gairebé simultàniament, però de diferents maneres. Mitjançant negociacions, Marroc i Tunísia obtenen la independència el 1956, i la Guerra d'Algèria, que es va iniciar l'1 de novembre del 1954, conduirà a la independència d'Algèria el 5 de juliol del 1962. Avui en dia, els governs dels estats del Magrib són molt diferents i s'enfronten a l'oposició democràtica i als islamistes.

## Geografia

### Geografia física
El Magrib està limitat pel mar Mediterrani al nord, l'oceà Atlàntic a l'oest i el desert del Sàhara al sud. La gran serralada de l'Atles s'estén per la seva zona occidental. El cim més elevat n'és el Djebel Toubkal, amb 4.167 m. És una regió de clima mediterrani, amb poques precipitacions, llevat de les zones muntanyenques.

### Geografia humana

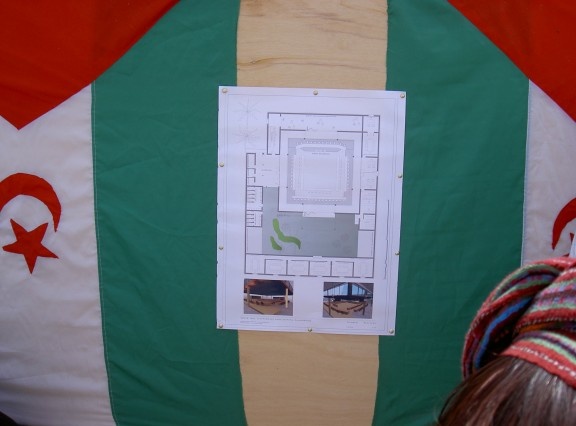
Pla del Parlament de la RASD

Els habitants originaris del Magrib eren els imazighen (sing. amazigh), que anomenem amazics. La seva llengua es diu genèricament amazic, encara que hi ha desacord sobre si les seves diferents variants han de considerar-se dialectes o llengües. Amb l'arribada dels àrabs en el segle vii, la població del Magrib es converteix a l'islam i comença un procés d'arabització lingüística i cultural. El Magrib ha rebut al llarg de la seva història diverses onades migratòries que han deixat petjada en les seves diverses cultures. A part de l'afluència de pobles àrabs procedents d'orient (com la cèlebre tribu dels Banu Hilal), és destacable la d'andalusins i moriscs, principalment assentats a Tunis i en zones específiques del Marroc com Fes, Tetuan, Xauen o Rabat.
La pertinença de gran part del Magrib a l'Imperi otomà, així com les colonitzacions francesa (principalment), italiana a Líbia i espanyola al nord del Marroc i al Sàhara Occidental, han deixat també la seva petjada. En l'actualitat, la major part dels magrebins són de parla àrab (uns 40 milions de parlants), tot i que hi ha un gran percentatge de població de llengua tamazight (uns 55 milions), principalment al Marroc i a Algèria. L'àrab parlat al Magrib té notables diferències amb els dialectes àrabs orientals: es compon de parles molt diverses, encara que intel·ligibles entre si. L'àrab estàndard o literal és llengua oficial en tots els estats magribins. La segona llengua és el francès en tots els estats excepte a Líbia (amb un total d'uns 40 milions de parlants) i al Sàhara Occidental, on la segona llengua és l'espanyol.

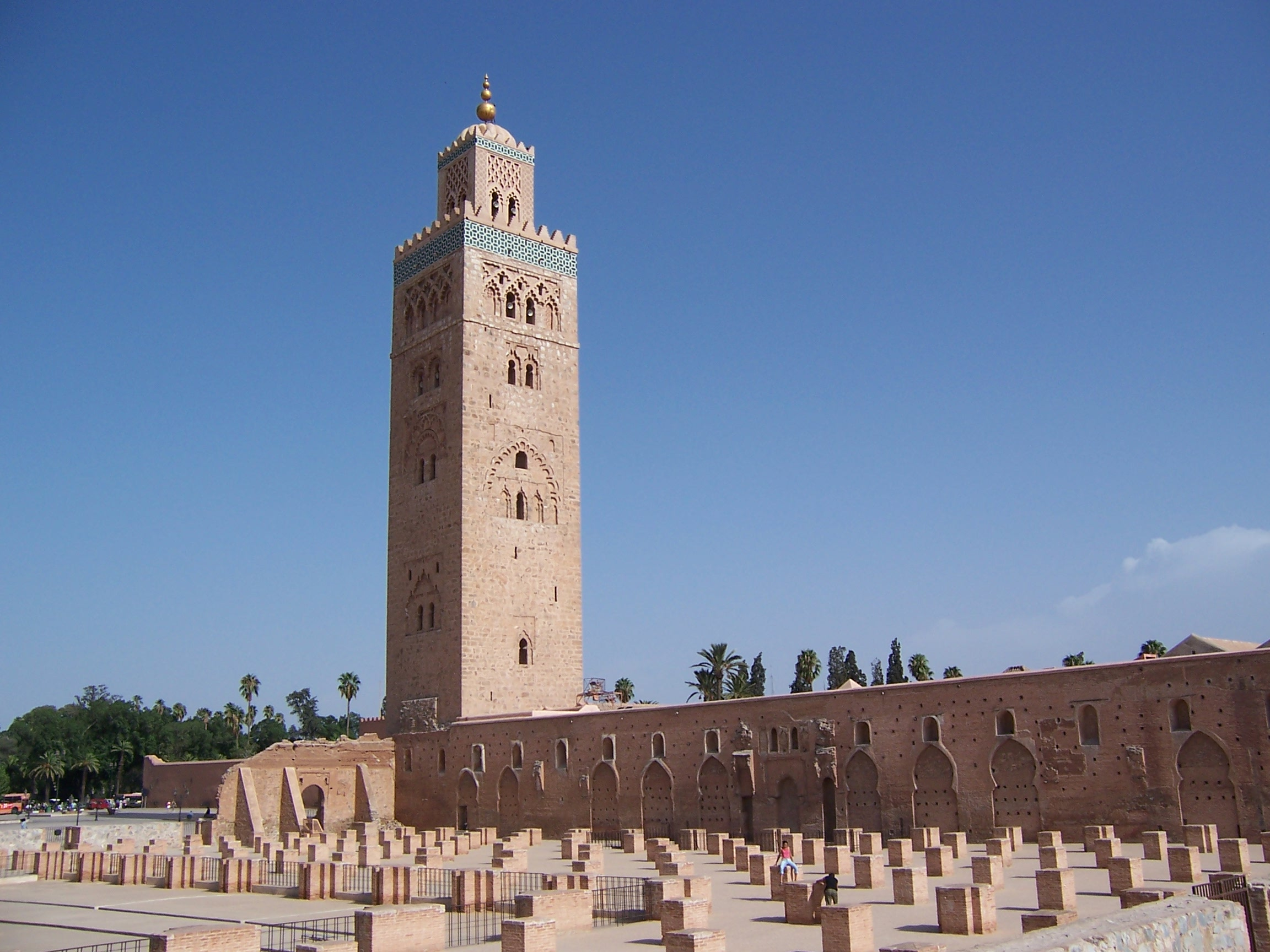
Mesquita Kutubia, Marràqueix

Els magribins pertanyen a la branca sunnita de l'islam i habitualment practiquen el ritual malikita. Les minories religioses són molt minses: al desert algerià, hi ha petites comunitats musulmanes kharigites (branca de l'islam antigament molt present a la zona però avui gairebé extinta). Hi sobreviuen també petites comunitats jueves, que en altre temps van ser nombroses, sobretot al Marroc, però que van quedar molt reduïdes després de l'emigració de la majoria dels seus membres a Israel i Palestina, França o altres països a mitjans del segle xx. Les escasses comunitats cristianes estan formades per europeus: a Algèria, resten encara petites congregacions religioses franceses, producte de l'època colonial.

## Economia
En aconseguir la independència als anys 60, els governs dels diversos estats optaren per la planificació econòmica. El PIB per capita progressà, encara que l'economia del Magrib ha de fer front a nous dèficits. Avui dia, com en tot el món, els governs acaren la globalització, que els ha conduïts a privatitzar amplis sectors de les seves economies.
La crisi afecta el creixement del PIB, augmenta la dependència alimentària i afavoreix les revoltes de caràcter social (com les «guerres del pa» del 1983-1984) El desenvolupament econòmic ha comportat una transformació paisatgística del litoral (estacions turístiques, agricultura intensiva i urbanització accelerada). En l'àmbit de la globalització, els estats que formen el Magrib han fet tímids acostaments en el marc de la Unió del Magrib Àrab, tot i que les relacions comunes semblen ben modestes sobre la base de les diferències polítiques dels seus membres.
| Estat                                          | Algèria | Marroc | Tunísia |
| ---------------------------------------------- | ------- | ------ | ------- |
| Atur (en %)                                    | 11.8    | 9,8    | 14,1    |
| PIB (en milers de milions)                     | 131.600 | 73.430 | 35.010  |
| Nombre de treballadors (en milions)            | 9.380   | 11.390 | 3.593   |
| Taxa d'inflació (en %)                         | 3,50    | 2      | 3,10    |
| Utilització d'Internet (milions d'internautes) | 3,5     | 7,3    | 1,72    |
| Inversió estrangera (en milions de dòlars)     | 12      | 32,9   | 26,2    |
| Exportació (en milions de dòlars)              | 60.510  | 12.750 | 15.510  |
| Importació (en milions de dòlars)              | 26.250  | 28.500 | 18.020  |
| Font: CIA World Factbook, 2008                 |         |        |         |